# 達里奥·德爾法布羅
達里奥·德爾法布羅（義大利語：Dario Del Fabro；1995年3月24日—）是一位意大利足球運動員。在場上的位置是後衛。他現在效力於英格蘭足球冠軍聯賽球隊利茲聯足球俱樂部。